# Култура Канделария
Културата Канделария (на испански: Cultura La Candelaria) е археологическа култура, съществувала в периода около 200 - 1000 г. в южната андска част на аржентинската провинция Салта, а също така в северната част на провинция Тукуман. Наименованието си получава по името на департамента Ла Канделария в провинция Салта, където са открити първите ѝ паметници.
Намерени са голямо количество паметници от тази култура. Керамиката най-често е изпълнена в сив цвят, с изчистени линии и геометрични фигури като правоъгълници и триъгълници, условно изобразяващи човешки фигури и животни. Открити са и духови музикални инструменти под формата на животни.
Жилищата са кръгла основа, изградени от забити в земята каменни фундаменти и други по-нетрайни материали.
Основна селскостопанска култура е царевицата. Развъждат се и лами за храна и превоз на товари.